# Greiter Bach
Der Greiter Bach ist ein linker Zufluss zur Kaltwasserlaine in Oberbayern.
Er entsteht an den Nordhängen des Buchrain in Gräben, fließt dann weitgehend westwärts, am Schwimmbad in Ohlstadt vorbei, bevor er von links in die Kaltwasserlaine mündet.